# Hughesville (Missouri)
Hughesville – wieś w Stanach Zjednoczonych, w stanie Missouri, w hrabstwie Pettis.